# Mohamed Rouane
 (septembre 2020).
 (septembre 2020).
Pour les articles homonymes, voir Rouane (homonymie).
Mohamed Rouane (en arabe : محمد روان), né le 21 octobre 1968 à Belouizdad, est un musicien et artiste algérien.

## Biographie

### Jeunesse et formation
Rouane fréquente le Conservatoire municipal de Ghermoul à Alger en 1992. Il étudiera la musique classique andalouse puis le flamenco.
En 1992, il fonde le groupe Triana Alger. Il travaille dans un hôtel en Tunisie comme instrumentiste pendant trois ans. Puis en 1995, il crée un autre groupe appelé « Méditerranée », à Alger, jouant du flamenco manouche à la guitare.

### Carrière solo
Il quitte son groupe « Méditerranée » en 2000 et entame une carrière en solo. Une grande partie de ce travail consiste à jouer des instrumentaux sur son mandole pour accroître la connaissance de l'instrument au niveau international.
Son premier album est qualifié par certains de « travail de touriste ». Son dernier album sort en 2008. Il fait partie de son « projet de musique spirituelle », dans lequel l'histoire racontée par son mandore est réfléchie, allant vers la « pureté spirituelle »[réf. nécessaire].
Lors du festival de musique de Djemila (13e Festival arabe de Djemila) à l'été 2017, il retrouve sur scène Selma Kouiret, une chanteuse de son trio Méditerranée. Ils se sont également produit ensemble à Alger en juillet 2017.
Mohamed Rouane compte à son actif quatre albums, Rêve (2004), Rayon de soleil  (2006), Heureux dans la tristesse  (2007) et Nulle part  (2008).
Invité dans des festivals de musique, il se produit en Algérie, aux Pays-Bas, en France et en Pologne.

## Style
Il travaille principalement le flamenco et joue du mandole.
Le média Al Jazeera le qualifie d'artiste à la maîtrise brillante, capable de faire du mandole un instrument respectable.
Sa musique est décrite comme un mélange de mélodies entre du casbah, du jazz, du chaâbi, du tindi (forme musicale touareg), de l'andalou, du flamenco, du berouali, du karkabo et du kabyle avec des sonorités algériennes, jouée sur un mandole algérien.
Il s'est donné pour mission de changer la réputation du mandole, d'un instrument qu'il ne pouvait pas porter en public dans la rue en raison de sa mauvaise réputation à un instrument connu sur la scène mondiale comme étant capable de transmettre à la fois des sentiments occidentaux et orientaux.